# 若木竹丸
若木 竹丸（わかき たけまる、1911年1月20日 - 2000年1月3日）は、東京府東京市本郷区(現在の文京区)出身のボディビルダー。

## 人物
- 東京都文京区本郷にて、警官の父と料理屋経営の母の間に生まれる。虚弱体質だった若木は、中学一年生の時に、上級生に虐められたのをきっかけとして肉体を鍛え始める。1928年、17歳の時に神田の古本屋で偶然見つけた、講道館柔道の創始者嘉納治五郎によって翻訳され日本に紹介されていたユージン・サンドウの書物に感銘を受け、より本格的な鍛錬を行うようになる。1938年、『怪力法並に肉体改造体力増進法』を出版。戦後、大山倍達や木村政彦など、多くの格闘家、武道家にウエイトトレーニングを指導をした。このことはノンフィクション『木村政彦はなぜ力道山を殺さなかったのか』（増田俊也）に詳述されている。初めて若木に師事した武道家は村田与吉という柔道家だということも増田が紹介している。
- 身長162cm、体重69kg、胸囲132cm、上腕51cm。ベンチプレスの自己最高記録は約228kg。その他機関車の車輪（200kg以上）をベンチプレスで上げるなどの怪力を新聞などで紹介される。

## エピソード
- 大変気性の激越な性格で、10時間以上ぶっとおしで鉄アレイやバーベルの鍛錬を続けたり、深夜就寝中であっても「俺以上に鍛錬してるヤツがいるかもしれない」と思い、起きてトレーニングを始めるほどだったと言われる。晩年においても、腕の力こぶを40cm以下にしたくないと言って、脳梗塞で倒れ、半身不随の体にもかかわらずダンベルで鍛錬をしていた。
- ボクシングジムに体験入門。日本拳闘倶楽部において徐廷権や渡辺勇次郎とスパーリングして勝つ。
- 大山倍達が若木の家を訪ねた時、穴の開いたブリキ板が何枚もあり、何に使うのか訪ねたところ、「これは1枚50gになっていて、1回の練習ごとに、バーベルの両端に一枚ずつ、計100gずつ重量を増やしていくのです」と答えたという。大山はこれに深く感銘を受けたと言われている。

## 著書
- 『怪力法並に肉体改造体力増進法』
  - 第一書院 (初版)
  - 1938年9月 発行部数(500部)

- - 谷口書店 (復刻版)
  - 1987年4月 発行部数(250部)

- - 壮神社 (復刻版)
  - 1990年9月 発行部数(1000部)

- - 体育とスポーツ出版社(復刻版)
  - 2005年9月 発行部数(非公開)

-注意事項-
※ 怪力法は公にしていない発行部数もある。
　
- 『筋肉美體力增强法』
  - (怪力法の廉価版)
  - 大新社　1940年5月

- 『図解説明 護身術教範』
  - 若木竹丸・戸田哲 共著
  - (収録:筋肉美體力增强法)
  - 東京書院　(初版) 1940年5月
  - (再版) 1957年10月